# Eupithecia mendosaria
Eupithecia mendosaria är en fjärilsart som beskrevs av Swinhoe 1904. Eupithecia mendosaria ingår i släktet Eupithecia och familjen mätare. Inga underarter finns listade i Catalogue of Life.